# Calcitrena maculosa
Calcitrena maculosa is een rechtvleugelig insect uit de familie Ommexechidae. De wetenschappelijke naam van deze soort is voor het eerst geldig gepubliceerd in 1961 door Eades.